# Ateuchus ovale
Ateuchus ovale är en skalbaggsart som beskrevs av Antoine Boucomont 1928. Ateuchus ovale ingår i släktet Ateuchus och familjen bladhorningar. Inga underarter finns listade.